# Соллогуб Всеволод Борисович
Все́волод Бор́исович Соллогу́б (20 серпня 1912, Кудріно, тепер Меленківський район Владимирська область — 17 листопада 1988) — український геофізик, дослідник глибинної будови Землі, доктор геолого-мінералогічних наук (1963 р.), професор (1964 р.), завідувач відділу сейсмометрії (від 1961 р.), заступник директора з наукової роботи Інституту геофізики ім. С. І. Субботіна НАН України (1961—1972 рр.), член-кореспондент АН УРСР (1967). Лауреат Державної премії УРСР в галузі науки і техніки (1984, 1989[джерело?]), Державної премії України в галузі науки і техніки (1995 р.), лауреат премії імені В. І. Вернадського АН УРСР (1976 р.).

## Біографія
Всеволод Борисович Соллогуб народився 20 серпня 1912 р. у с. Кудріно Меленківського району Володимирської області в родині вчителя. Успішно закінчив Дніпропетровський гірничий інститут (1930—1935), одержавши диплом гірничого інженера за фахом «геофізика». Наукова діяльність розпочалася у 1933 р. на посадах оператора, виконроба, начальника геофізичної партії Українського геологічного управління «Укрнафтогазровідка», Середньоволзького відділення Союзного геологічного тресту, Української геофізичної контори, Краснодарського геофізичного тресту. У 1952 р. Всеволод Борисович захищає кандидатську дисертацію на тему «Новые данные о тектоническом строении Предкарпатского прогиба по материалам геофизических исследований» і переходить на роботу у Київський політехнічний інститут. З 1955 по 1960 рік він працює старшим науковим співробітником Інституту геологічних наук АН УРСР. Після організації Інституту геофізики у 1960 р. переходить туди на посаду заступника директора з наукової роботи й очолює відділ сейсмометрії, де і працює до кінця життя. У 1963 р. захищає докторську дисертацію не тему «Строение передовых прогибов альпийской геосинклинальной зоны и краевой области Русской платформы юга европейской части СССР (по данным геофизики)».
Вивчення глибинної будови земної кори — одна з актуальних проблем, яка тісно пов'язана з науковим обґрунтуванням напрямів пошуків родовищ корисних копалин і оцінкою перспективних запасів мінеральної сировини на великих глибинах. З 1966 р. Всеволод Соллогуб активно працює по програмі робіт Європейської сейсмологічної комісії і комісії всебічної співпраці академій наук соціалістичних країн із проблеми «Планетарні геофізичні дослідження». Результати цього співробітництва викладені у монографії «Строение земной коры Центральной и Юго-Восточной Европы» (1971), «Структура земной коры Центральной и Юго-Восточной Европы по данным геофизических исследований» (1980), «Структура земной коры Центральной и Восточной Европы по данным геофизических исследований» (1980) під редакцією Всеволода Борисовича Соллогуба.
Член-кореспондент АН УРСР В. Б. Соллогуб безпосередньо брав участь у проведенні ГСЗ по таких геотраверсах:
- Адріатичне море — Карпати — Балтійський щит;
- Чорне море — Полярний Урал;
- Північнонімецька западина — Свентокшиські гори — Український щит;
- Північнонімецька западина — Рудні гори — Чеський масив — Паннонський масив — Південні Карпати — Гірський Крим.

При цьому були встановлені елементи й складові карти фізичних полів і структурні схеми поверхні Мохоровичича, виявлені глибинні розломи та їх зв'язок із підвищеними концентраціями мінеральної сировини.
Значним є внесок В. Б. Соллогуба у розвиток сейсмічної розвідки корисних копалин усіх регіонів України. Він брав участь у з'ясуванні глибинної будови земної кори України, Українського щита, Дніпровсько-Донецького авлакогену. Тут варто назвати такі колективні праці, як:
- «Глубинное строение рудоносных районов Украинского щита» (1976),
- «Геологические критерии поисков новых объектов на нефть и газ на территории Украины» (1977),
- «Проблемы геологии и геохимии эндогенной нефти» (1975) та ін.

Професор В. Б. Соллогуб з 1947 р. по 1949 р. викладав геофізику у Київському геологорозвідувальному технікумі, а з 1952 р. по 1955 р. працював доцентом у Київському політехнічному інституті. Під його керівництвом успішно захистили дисертації більше 20 фахівців.
Не стало Всеволода Соллогуба 17 листопада 1988 р.

## Нагороди та відзнаки
- лауреат Державної премії УРСР в галузі науки і техніки (1984 р.) — за цикл робіт «Теорія, методика та результати вивчення літосфери України і прилеглих територій по комплексу даних сейсмометрії, гравіметрії та геотермії» (разом із А. В. Чекуновим, В. І. Старостенком, О. М. Харитоновим, В. В. Гордієнком, С. С. Красовським, Р. І. Кутасом, І. К. Пашкевич)[1];
- лауреат Державної премії України в галузі науки і техніки (1995 р., посмертно) — за восьмитомну монографію «Литосфера Дентральной и Восточной Европы» (разом із В. В. Гордієнком, Є. К. Лоссовським, С. С. Красовським, Т. С. Лебедєвим, Є. Г. Булахом, В. І. Старостенком, А. В. Чекуновим, В. І. Старостенком, С. І. Субботіним, Р. І. Кутасом)[2];
- лауреат премії імені В. І. Вернадського АН УРСР (1976 р.) — за цикл робіт «Структура земної кори» (разом із Серафимом Субботіним та Анатолієм Чекуновим)[3].